# Junius Lundgren
Per Karl Junius Lundgren, född 14 juni 1919 i Södertälje, död 11 november 2000 i Västerås, var en svensk tecknare och illustratör.
Lundgren ställde ut sina teckningar separat i ett stort antal svenska städer och han medverkade i samlingsutställningar med Sveriges allmänna konstförening. Många av hans teckningar tillkom under resor i Europa och beskriver människotyper, folklivsepisoder samt figurstudier av Bohusläns fiskarbefolkning. Som illustratör illustrerade han bland annat Ester Salminens Den stora skogen' och Lorentz Engbergs Lerne Deutsch. Lundgren är representerad vid Göteborgs stadsmuseum.